# Якоб Вилхелм Мехау
Якоб Вилхелм Мехау (на немски: Jacob Wilhelm Mechau), роден на 16 януари 1745 г. в Лайпциг, починал на 14 март 1808 г. в Дрезден е немски художник и живописец. Като малко свои съвременници той се намира на границата между класицизма и ранния романтизъм.

## Живот и творчество
Мехау е роден в Лайпциг като син на общинския счетоводител Даниел Симон Мехау и Йохана Юстина Мехау. В неговия дом живее и художникът Бенджамин Калау, от когото получава първия подтик да рисува. Първоначално Мехау заминава за Берлин, където е обучаван три години в частния рисувателен салон на Бернхард Роде, но преди всичко се учи от директора на Художествената академия Блез Никола льо Сюр (1716 – 1783) и от неговия ученик Пол Йозеф Бардо.
След това, през 1770 г. Мехау заминава за Дрезден, за да се усъвършенства в Дрезденската художествена академия, като взема уроци и при първия ѝ директор Джовани Батиста Казанова. Там Мехау се запознава с малко по-младия от него Хайнрих Фридрих Фюгер. В Дрезден Мехау остава почти четири години, преди да се завърне в Лайпциг.
В този град с многобройните му издателства Мехау получава много поръчки за рисунки (по част от които Кристиан Готлиб Гайзер прави гравюри), както и за илюстрации на книги. Там той взема като Фюгер уроци по рисуване при Йозер. През 1775 Мехау става член на Лайпцигската академия по живопис с помощта на Кристиан Лудвиг фон Хагедорн.

## Първи престой в Италия
През септември 1776 Мехау заминава с приятеля си Фюгер за Рим. Тук той избира да се посвети на пейзажната живопис, в която с течение на годините достига голямо майсторство. Образци за него са Клод Лорен и Якоб Филип Хакерт. В този период той рисува „Пейзаж в Кампаня с водопад“ (1778 г.). И този престой трае приблизително четири години, след което Мехау се завръща в Лайпциг и Дрезден. В тези градове художникът престоява около десет години, след което отново заминава за Италия (1790 г.), защото му е отказано постоянно място в Дрезденската художествена академия.

## Втори престой в Италия
Освен други работи през годините 1792 – 1798 той създава заедно с Йохан Кристиян Райнхард и Алберт Кристоф Дийз познатата поредица от рисунки (72 на брой) – „Художествени рисунки на проспекти от Италия, рисувани от натура в Рим“. Тя излиза 1799 г. в издателството на Йохан Фридрих Фрауенхолц в град Нюрнберг и показва не само изгледи от Рим и Тиволи, но също и по-малко известни изгледи от Субиако и Лаго Албано.

## Завръщане в Германия
Изгнанието на папа Пий VІ поради френската окупация през 1798 г. е поводът Мехау да се отправи за последен път за Германия, за Дрезден, където остава до края на Живота си и където рисува главно мотиви от Природата на Саксония. Преходът към романтизма показват седем пейзажа, изложени през 1807.

### Почит
През 1801 художникът бива определен от Филип Ото Рунге като най-значимия пейзажист на своето време.